# Marv Schatzman
Marvin Joseph "Marv" Schatzman (nacido el 18 de febrero de 1927 y fallecido el 19 de septiembre de 2006) fue un jugador de baloncesto estadounidense que disputó una temporada en la NBA y otra más en la EPBL. Con 1,96 metros de estatura, jugaba en la posición de ala-pívot.

## Trayectoria deportiva

### Universidad
Jugó durante tres temporadas con los Billikens de la Universidad de Saint Louis, formando parte del equipo que en 1948 consiguió ganar el NIT, derrotando en la final a unos NYU Violets liderados por Dolph Schayes. Esa temporada promedió 9,5 puntos por partido.

### Profesional
Fue elegido en el Draft de la BAA de 1949 por St. Louis Bombers, pero acabó fichando por los Baltimore Bullets, con los que jugó una temporada, en la que promedió 3,4 puntos y 1,1 asistencias por partido.
Al año siguiente fichó por los Lancaster Rockets de la EPBL, con los que jugó una temporada, en la que promedió 11,5 puntos por partido.

## Estadísticas de su carrera en la NBA

### Temporada regular
| Temporada | Edad | Equipo            | Liga | Pos. | P  | TIT | MIN | TC  | TCA | %TC  | 3P | 3PA | %3P | TL  | TLA | %TL  | R.OF. | R.DEF. | REB | ASIS | ROB | TAP | PER | FP  | PTS |
| 1949-50   | 22   | Baltimore Bullets | NBA  |      | 34 |     |     | 1.3 | 5.1 | .247 |    |     |     | 0.9 | 1.5 | .580 |       |        |     | 1.1  |     |     |     | 1.4 | 3.4 |
| Total     |      |                   | NBA  |      | 34 |     |     | 1.3 | 5.1 | .247 |    |     |     | 0.9 | 1.5 | .580 |       |        |     | 1.1  |     |     |     | 1.4 | 3.4 |

## Vida personal
El 21 de noviembre de 1980, Schatzman y su esposa Carol fueron dos de los supervivientes del incendio en el hotel MGM Grand de Las Vegas, en el que murieron 85 personas y más de 600 resultaron heridas.